# Ruscus hypophyllum
La laureola   (Ruscus hypophyllum) es una planta de la familia Asparagaceae.

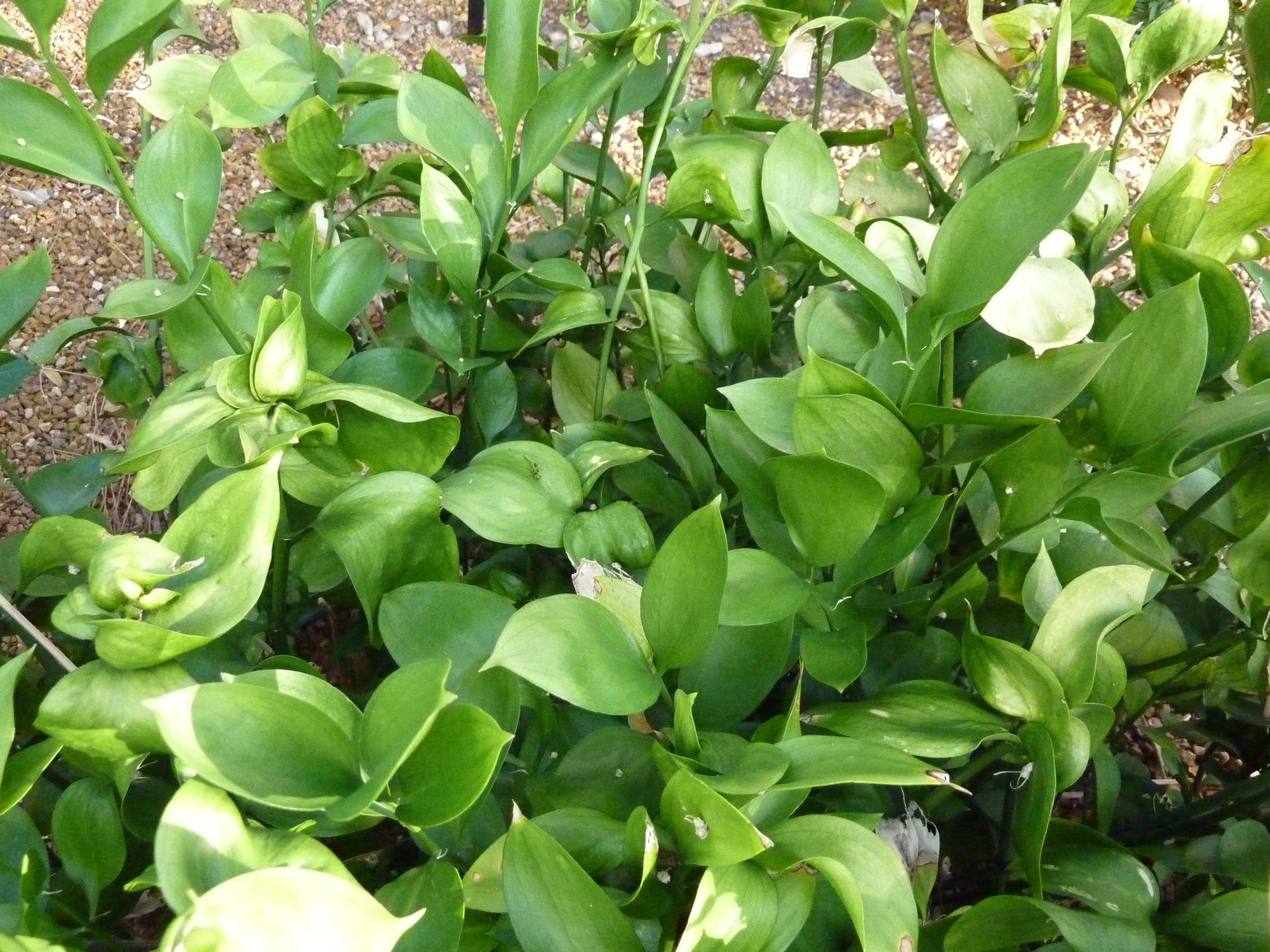
Vista de la planta

## Descripción
Tallos de hasta 1 m de altura, sin ramificaciones, verdes. Hojas membranosas. Filóclados (expanisones laminares del tallo a modo de hojas) sin espina en su ápice. Flores unisexuales pequeñas, reunidas en grupos de 3 a 10, pediceladas, insertadas hacia la mitad de los filóclados. Las masculinas con 6 tépalos, ligeramente unidos en la base, blanco-verdosos y 6 estambres. Las femeninas sin estambres y con 1 pistilo. Fruto carnoso, tipo baya, de color rojo vivo. Florece en invierno y primavera.

## Hábitat
Zonas umbrías y húmedas. En el parque natural Los Alcornocales en canutos.

## Distribución
Norte de África y península ibérica.

## Taxonomía
Ruscus hypophyllum fue descrita por Carlos Linneo y publicado en Species Plantarum 2: 1041, en el año 1753.
Sinonimia
- Platyruscus hypophyllum (L.) A.P.Khokhr. & V.N.Tikhom.
- Ruscus lugubris Salisb.[3]

## Nombre común
- Castellano: bislingua, brusco, dos lenguas, laurel alejandrino de hoja estrecha, laurel de Alejandría, laureola, lengua de caballo, lengua de caballo sevillana, uvularia, yerba de San Bonifacio.[4]